# Counterparts (album)
| Recensione | Giudizio |
| ---------- | -------- |
| AllMusic   |          |

Counterparts è il quindicesimo studio album dei canadesi Rush, pubblicato il 19 ottobre 1993.
Il disco è stato registrato e mixato tra aprile e giugno presso gli studi Studio di Morin-Heights e McClear Pathè, Toronto. Counterparts è stato uno degli album più venduti in USA conquistando anche il disco d'oro, certificato dalla RIAA il 7 dicembre 1993, ha raggiunto il 2º posto nella classifica Billboard. Dall'album sono stati estratti esclusivamente singoli promozionali.

## Descrizione
Dopo le esperienze con gli album Power Windows e Hold Your Fire, Peter Collins viene nuovamente scelto come produttore del nuovo album.
Come liriche, Counterparts continua a trattare temi oscuri ed emotivi; narrando temi difficili come il crimine, le ambizioni, la tristezza, e canzoni d'amore come Nobody's Hero, Speed of Love, e anche Cold Fire. Il disco nel suo insieme tratta le tematiche dei dualismi, degli opposti e della complementarità, in particolare nel rapporto fra uomo e donna.
Dal punto di vista musicale invece la chitarra diventa l'elemento centrale, ancora di più rispetto agli album precedenti, e gli arrangiamenti si fanno molto più aggressivi. La canzone Stick It Out è una delle più pesanti della band. Altre hits sono Animate e Double Agent. Nonostante le contestazioni, molti fan accettarono gli elementi di alternative rock presenti nei vari brani. Leave That Thing Alone ha guadagnato una nomination al Grammy Award come "Best Instrumental".
Secondo Neil Peart per l'album i Rush si erano prefissati degli obiettivi piuttosto generici: la ricerca di un punto di equilibrio tra raffinatezza e spontaneità e un approccio piuttosto basilare nelle canzoni, fondate su chitarra, basso e batteria. Una volta esaminato il contributo che poteva derivare dalla collaborazione con alcuni giovani produttori, si è scelto nuovamente Peter Collins, considerato dai tre estremamente abile. Come tecnico del suono è stato scelto Kevin Shirley detto "Caveman" caratterizzato da un approccio molto diretto e naturale, privo di artifici. Il missaggio finale è stato invece affidato a Michael Letho, molto raffinato. I testi ruotano intorno al concetto di "controparte" inteso sia come opposto che complemento. Dualismi come il genere o la razza non sono contrapposizioni ma autentiche controparti, non in competizione. Stick it Out sotto questa luce può rivelare la sua ironia, Animate parla del lato maschile e femminile che convivono in un individuo. L'amicizia, l'amore, sia nella vita privata che nel lavoro, sono le ricompense necessarie per colmare il divario tra "duplicato" e "contrario", così cerchiamo tutti di riconciliare il tutto correndo nella vita alla "velocità dell'amore". Una controparte è anche il tentativo come band di bilanciare le inevitabili frustrazioni (gestire una grande attività, i problemi finanziari, l'andare in tour, la perdita della privacy) con le sfide e soddisfazioni della vita privata. Il tutto va convogliato nella continua ricerca della felicità.
Counterparts riceve consensi unanimi: Rock World parla di un prodotto hard-rock, frutto di un rinnovato vigore. Un alto livello artistico, l'umorismo, un po' di angoscia sono tra i punti forti del gruppo. I brani confermano la prospettiva fantasiosa tipica del trio. La musica fluisce come una turbolenta marea e i testi sono pieni di saggezza. Guitar For The Practicing Musician dichiara che in 20 anni di carriera i Rush si dimostrano la band più affidabile, stabile e creativa dell'hard-rock; essi continuano a modernizzare il loro suono con variazioni ritmiche, melodiche e strutturali e realizzano un album bello, un punto di partenza ideale per conoscere la band. All Music giudica l'album come il più organico e onesto da oltre un decennio, influenzato dal rock alternativo degli anni novanta. Il pezzo d'apertura Animate è piuttosto semplice, Stick it Out offre una feroce chitarra e il testo carico d'angoscia, si notano pezzi rock melodici e intellettuali (Cut to the Chase, The Speed of Love, Everyday Glory), pezzi guidati dal cupo basso di Lee come Double Agent e lo spettacolare pezzo strumentale. Cold Fire è un pezzo hard-rock, ma il momento più elevato del disco è il pezzo semi acustico Nobody's Hero.

## Tracce
Testi di Neil Peart, eccetto dove indicato, musiche di Geddy Lee e Alex Lifeson.
1. Animate – 6:05
2. Stick It Out – 4:30
3. Cut to the Chase – 4:49
4. Nobody's Hero – 4:54
5. Between Sun and Moon – 4:37 (testo: Neil Peart, Pye Dubois)
6. Alien Shore – 5:45
7. The Speed of Love – 5:03
8. Double Agent – 4:51
9. Leave That Thing Alone (strumentale) – 4:06
10. Cold Fire – 4:27
11. Everyday Glory – 5:10

## Formazione
Gruppo
- Geddy Lee – basso, voce, sintetizzatore
- Alex Lifeson – chitarra
- Neil Peart – batteria e percussioni

Altri musicisti
- Michael Kamen – arrangiamenti e conduzione orchestra in Nobody's Hero
- John Webster - tastiere addizionali

## Classifiche
| Classifica (1993) | Posizione massima |
| ----------------- | ----------------- |
| Stati Uniti       | 2                 |

## Principali edizioni e formati
Counterparts è stato pubblicato nel corso degli anni in varie edizioni, ristampe e formati; queste le principali:
- 1993, Anthem Records (solo Canada), formato: CD, MC
- 1993, Atlantic Records, formato: LP (solo Regno Unito), MC, CD
- 2004, Atlantic Records, formato: CD, rimasterizzato
- 2013, Audio Fidelity, formato: SACD, rimasterizzato
- 2015, Atlantic Records, formato: LP (vinile 200 g.), rimasterizzato
- 2013, Atlantic Records, all'interno del cofanetto The Studio Albums 1989-2007, formato: CD, rimasterizzato